# Probreviceps macrodactylus
Probreviceps macrodactylus ist eine Amphibien-Art aus der Gattung Probreviceps.

## Beschreibung
Der Vorderkopf ist stumpf dreieckig und kürzer als der horizontale Augendurchmesser. Die Kopf-Rumpf-Länge entspricht dem 8- bis 9-fachen horizontalen Augendurchmesser und erreicht 5 Millimeter. Der Interorbitalraum ist breiter als ein oberes Augenlid. Der zweite Finger ist deutlich länger als der erste und sehr wenige länger als der vierte. Die fünfte Zehe ist gut ausgebildet und so lang wie oder länger als der ovale, flache mediale Metatarsalhöcker, der selbst etwas ebenso lang ist wie der Abstand von der Spitze zur ersten Zehe. Die Subarticularhöcker an Fingern und Zehen sind gut ausgebildet. Die Haut ist fein gekörnelt. Die Oberseite ist einfarbig braun oder schwärzlich. Kehle und Brust sind dunkelbraun oder schwarz und immer dunkler als die Oberseite. Ansonsten ist die Unterseite weißlich oder bräunlich.

## Vorkommen
Die Art kommt im östlichen Tansania in den östlichen und westlichen Usambara-Bergen, Uluguru, Nguru Mountains und Udzungwa-Bergen in Höhenlagen von 900 bis 2100 Meter vor.

## Systematik
Die Art Probreviceps macrodactylus wurde 1926 von Fritz Nieden als Breviceps macrodactylus beschrieben. Parker stellte die Art 1931 in die Gattung Probreviceps. Ein weiteres Synonym ist Breviceps usambaricus Barbour und Loveridge, 1928.

## Gefährdung und Schutzmaßnahmen
Diese Art ist durch die Umwandlung ihres schon begrenzten Lebensraumes in forst- und landwirtschaftliche Kulturen sowie durch Brände ernsthaft in ihrem Bestand bedroht. Die IUCN listet diese Art als Endangered (gefährdet) ein. Zum Schutz der Art wurden Schutzgebiete wie Amani and Nilo Nature Reserves und Mkingu Nature Reserve ausgewiesen.